# همین حالا (ترانه ریانا)
«همین حالا» تک‌آهنگی از هنرمند اهل باربادوس ریانا، داوید گتا است که در سال ۲۰۱۳ میلادی منتشر شد. این تک‌آهنگ در آلبوم ناعذرخواهانه قرار داشت.
این تک‌آهنگ در چارت‌های در رتبه اول و در چارت‌های ، جزو ده ترانه اول قرار گرفت.